# 愛奴人形姫子
愛奴人形姫子（あいどにんぎょうひめこ）は、日本のピン芸人。所属フリー。
子供の出産により愛母人形姫子（あいぼにんぎょうひめこ）→母上姫子様（ははうえひめこさま）と芸名変更。本名非公開。

## キャラクター
- 永遠の 3歳児。自称・オモイヤリ星（こりん星の隣り）の首都みみず千匹国出身で、現在おもいやり星立幼稚園鶴の肛門組に在籍している。オモイヤリ星にはみみず千匹国のほかレッドホース国があるとされている。
- オモイヤリ星には「奈良屋町」という地名があることが本人のblogの記述にて判明している（同様の地名がある地区としては、福岡市博多区）。その昔三人官女の一人だったがいじめを受け、仲間を出し抜いてオモイヤリ星の姫に落ち着いたようだ。
- 「魚さばき部」に所属していた経験もある。
- 以前は湯川☆セイントセイヤ・黒船男児（現・クロノユウスケ）と共に『ロリィタ華族』を組んでいた。また弟子に「姫奴人形愛子」なる存在も確認されている。
- 地球人とは逆で、白い顔がすっぴんでエンタの神様に出たときの肌色の顔が化粧である。
- 2006年現在「エンタの神様」に出演した芸人は100を超えるが、地球人でないのは彼女とパペットマペットだけ。
- 2007年7月に一緒に上京してきたオモイヤリ星人との入籍と、本人の懐妊を公式ホームページのブログにて発表した。2007年12月24日に出産し一児のママとなった。

## プロフィール
- 地球年齢36歳
- 身長はレモン5個分、体重はミカン半分、コーララムネを主食としており、のどが渇いたらコーラを飲んでいる。
- 好きなアイドルは、小池徹平。
- 好きな歌手は、戸川純。
- 好きな芸能人は、鳥肌実。

## 「いたずら姫」
持ちネタの1つ。
1. ネタの始めに、タンバリンをたたきながら「いたずら姫じゃ♪」と前置きしながらネタに入る。
2. 日常のあらゆるいたずらのネタを言う。
3. 「いたずらはやめられないのー」と言ってネタをしめる。

## 出演

### テレビ番組
- エンタの神様（日本テレビ系） - キャッチコピーは、「妖かしのいたずら姫」。
- ブスの瞳に恋してる

### ラジオ番組
- 西川崎りょう平のマサシンラジオ

### ライブ
- HOTシリーズ
  - HOT200（2005年12月21日・2006年1月20日・2月15日・2月22日）
  - HOT1000（2005年12月28日・2006年2月25日・4月22日）
  - 愛奴人形姫子のHOT200（2006年3月22日）
  - HOTX（2006年5月17日・5月24日・6月14日・6月28日・7月26日・8月23日・10月25日・11月22日・12月6日）
  - HOT@感謝祭（2006年8月11日）
  - 愛奴人形姫子規格ライブHOT500出産露出狂（2006年12月2日）
  - HOTX（2007年1月24日・2月21日・2月26日）
  - 愛奴人形姫子のHOTX 500SP出産露出狂～雪組総決起大会の巻～（2007年2月17日）
  - HOT@大感謝祭2008（2008年8月9日）
- 雷ライブVol.13MARKYOU（2005年12月23日）
- 笑えばIn Tokyo night（2005年12月25日）
- 12大シングルマッチVol.10～12人の烈しい日本人（2006年1月7日）
- ときめき夢工房（2006年1月8日）
- 新作タリウム（2006年1月12日）
- 大部屋ダイヤモンド新春スペシャル（2006年1月13日）
- R1グランプリ（2006年1月14日）
- 雷ライブ14・新春スペシャル企画総勢43組の芸人出演!!～狂喜乱舞（2006年1月21日）
- ロリィタと7人のにっぽんこくみん（2006年1月22日）
- お笑い大陸ムーブメント（2006年2月1日）
- 新作についてっちゃいけませんよ!（2006年2月13日）
- プリンスvsプリンセス（2006年2月19日）
- ラ・ママ新人コント大会（2006年2月24日・3月31日）
- お笑いライブallday!!（2006年2月26日）
- 笑スペース101東京ボーイズ仲八郎プロデュース今回はひな祭りSP女芸人大集合（2006年3月3日）
- お笑いガヤガヤLIVE　Vol3（2006年3月4日）
- 両国新作奇席（2006年3月15日）
- ろりことひめこの萌えないと（2006年3月18日）
- 元加賀伝説（2006年3月19日）
- お笑いコロシアム（2006年3月20日）
- MIX FANTA MIX（2006年3月24日・6月15日）
- マサシンライブ（2006年3月25日・4月4日・5月13日・7月31日・8月25日・9月24日・11月30日・12月26日）
- ルサンチマンライブ（2006年3月25日・4月15日・5月6日・6月24日・7月29日・8月12日・9月30日・10月28日・2007年2月26日）
- エンタメヒットパレード2006（2006年4月10日）
- チャーリーまつり2006（2006年4月21日）
- LIVE疾風迅雷（2006年4月25日）
- ザ・ライブVOL3（2006年5月10日）
- 元加賀演芸ライブ（2006年5月14日・7月22日・10月15日・2007年3月25日・5月13日）
- 新無法地帯（2006年5月15日・7月4日）
- 冠番争奪！お笑いコロシアム（2006年5月20日・6月17日・7月15日・8月19日）
- ロリィタと7人の患者達（2006年5月21日）
- トークライブドア（2006年6月13日）
- からくりかまきりぃ♪（2006年6月18日・7月23日・8月10日）
- バルサライブ（2006年6月23日）
- 今夜はしゃくれNIGHT（2006年7月5日・9月17日・11月24日）
- 笑スペース101七夕女芸人スペシャル（2006年7月7日）
- オールナイトイベント（笑）地球侵略☆社Banbi Night Club（2006年8月4日）
- ラ・酒池肉林ナイト（2006年8月20日・11月5日・4月18日）
- お笑いボランティア（2006年8月26日・9月14日）
- 賞金争奪!お笑いコロシアム（2006年9月16日・10月22日・11月18日）
- FMF（2006年9月22日）
- 居酒屋遊麗ライブ（2006年9月26日）
- 闇上がり（2006年9月27日）
- 新作無法地帯番外編女だらけの無法地帯（2006年10月4日）
- TEEPEN.1（2006年10月30日）
- 実験ライブ天下無敵の爆裂大喜利（2006年11月3日）
- 江東区城東老人センターフェスティバル（2006年11月5日）
- 笑スペース101#31（2006年12月1日）
- 新作無法地帯（2006年12月20日）
- 柴又こうしん演芸（2007年1月24日・3月27日）
- 僕の瞳に小さな太陽（2007年1月28日）
- エンタメヒットパレード（2007年1月31日）
- ネットDEライブ～生がいいのよ～バレンタインに向けてスペシャル（2007年2月3日）
- イエローワームお笑いライブ（2007年2月13日）
- 笑スペース101ひな祭り♪女芸人スペシャル（2007年3月2日）
- まぜるなキカク（2007年3月4日）
- 木枕の会（2007年3月15日）
- 玉井鶴亀講談日和（2007年3月15日）
- MFM（2007年3月16日）
- 愛知万太郎プレゼンツお笑いライブ!ザ・ワールド～みんな集まってください（2007年3月21日）
- お笑い系挙動不審（2007年3月21日）
- 日本一危なっかしいライブin船橋（2007年3月25日）
- ろりことひめこの鉄板とぉくをつくりませう（2006年3月26日）
- 特選寄席エンタメヒットパレード（2007年3月27日）
- 人生最後の学割～あっエンタの神様にZOXYDOLLって名前で出演してる子だ!～（2007年4月2日）
- パラシュート☆☆☆☆☆（2007年4月5日）
- B-1グランプリ2007（2007年4月7日）
- お笑いプレーオフexcite☆Sunday（2007年4月8日）
- YELLOW WORMのお笑いライブVol24（2007年4月22日）
- 女だらけの無法地帯2新作無法地帯番外編（2007年4月23日）

2007年5月～11月まで妊娠のためライブ休止
- 愛奴人形姫子の実録！出産露出狂(2007年11月4日)
- 第81回元加賀演芸ライブ拡大版スペシャル青雲之志(2008年10月19日)
- 言論レイプ21(2009年1月25日)
- 女だらけの無法地帯7東京女性芸人大集合スペシャル(2009年2月11日)